# Медвежье (озеро, Курганская область)
Медве́жье — бессточное солёное озеро в России, расположенное в Петуховском районе Курганской области, в междуречье Тобола и Ишима. Площадь поверхности — 63,88 км². Высота над уровнем моря — 111 м. Охраняется как памятник природы и входит в состав Петуховского заказника.

## География
Непосредственно на берегу озера располагаются два населённых пункта — посёлок сельского типа Курорт «Озеро Медвежье» и село Новое Ильинское (на северном берегу Малого Медвежьего озера). Также в 2 км от озера находится село Троицкое. 
На озере находятся два полуострова, которые фактически делят его на два озера — Большое Медвежье и Малое Медвежье. На каждом полуострове имеется по три гривы (возвышения) – своеобразные «острова» с крутыми склонами, разделённые периодически заливаемыми солончаками и протоками. Территория полуостровов взята под охрану как памятник природы. 

## Гидрологическая характеристика
Питание от талых вод. Летом вода прогревается до 20 °C. Чрезвычайно высокая солёность озера (до 360 г/л).
Максимальная глубина — 1,2 метра. Средняя — 0,6 метра.

## Флора и фауна
Летом в озере в большом количестве размножаются рачки артемии, которые придают озеру своеобразную коричневую окраску. 

## Хозяйственное использование
Сапропель озера используется для лечения болезней нервной и костно-мышечной систем, гинекологических заболеваний. Курорт и санаторий «Медвежье Озеро» расположен на северном берегу Большого Медвежьего озера.